# Buncheong

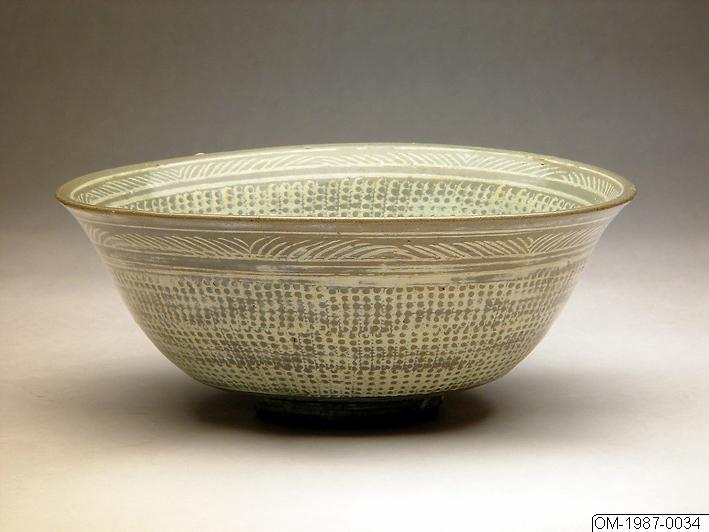
Buncheong-skål med inhwa-teknik. 1400-tal. Östasiatiska museet.

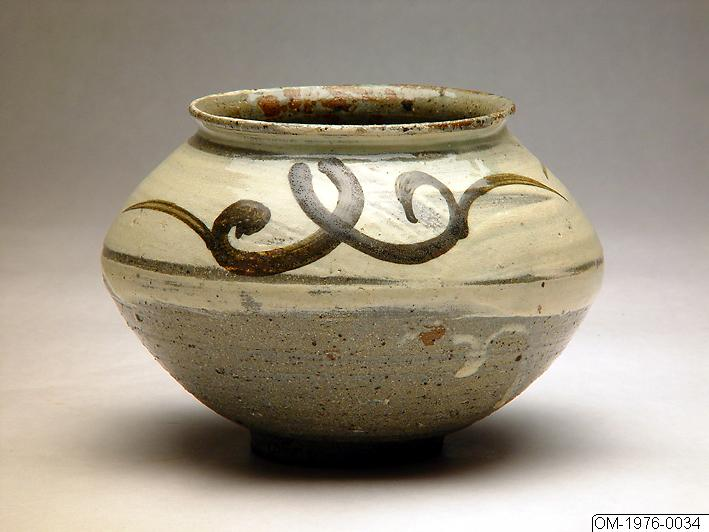
Kruka, Buncheong, med målad dekor i brunt mot vit slip, 1400-1500-tal. Östasiatiska museet.

Buncheong (분청자, IPA: [buːntɕʰəːŋdʑaː]) är en typ av keramik från Koreahalvön. Buncheong producerades under den tidiga Joseondynastin som varade 1388 till 1897. Buncheong-varan är gjord i stengods som är relativt grov och grå samt ofta täckt med grönaktiga, halvgenomskinliga glasyrer, en vit engobe användes ofta dekorativt på lergodsens yta. Namnet Buncheong härstammar från konsthistorikern Ko Yu-seop (1905-1944) som utvecklade termen bunjang hoecheong sagi för att klassificera stengodset från den tidiga Joseonperioden. Termen beskriver hur stengodset ser ut och förkortades så småningom till buncheongja på koreanska. Buncheong-varan brändes i ugnar med sand i botten för att skydda dem, ibland sattes ett föremål kallat gapbal över godsen för att skydda dem mot damm och smuts under förbränningen.

## Historia
Buncheong-varan är till stor del en fortsättning och ny tappning på celadon. Celadon-varan förfinades och var otroligt populär under den tidigare Goryeo-dynastin. Men under 1300-talet sjönk celadon-varan i kvalitet, detta kan ha orsakats av oro på den koreanska halvön under slutet av dynastin då administrationen och organisationen av ugnarna kan ha störts då de styrande hade monopol på de bästa ugnarna. En annan anledning kan ha varit att den rika aristokratin inte hade samma resurser som tidigare, och de använde celadon mycket. En tredje och sista anledning kan ha varit att smaken på keramik höll på att förändras; neokonfucianismens ideal blev stora i Korea och de kännetecknades av enkelhet och anspråkslöshet, något som inte passade så bra på de extravaganta celadon-varorna. Buncheong är då en grövre och mindre bearbetad celadon och dominerade de två första århundradena av Joseondynastin.
Det finns klara kronologiska och regionala skillnader i Buncheong-varan. Först var inlagd dekor vanlig, kallad sanggam buncheong, där fylldes ingraverade linjer med vit och/eller svart engobe och det är också en fortsättning av den vanligaste dekoren av celadon. Efter det började man kombinera detta med stämplade mönster (inhwa) som fylldes med vit engobe. Ett vanligt motiv i den stämplade dekoren var blommor, både väldigt små blommor i rader och större. Forskare är inte helt säkra på vad dessa symboliserar, men det kan vara krysantemum som under Joseondynastin kom att symbolisera den dygdiga konfucianistiska filosofen. I östra och södra Korea använde man vanligen dekor av småmönstrad och regelbunden typ. Senare blev utskurna dekorationer och mönster i sgraffito-teknik vanligt i södra delen av landet. Dessa dekorationsformer blomstrade under 1400-talets första hälft.
I mellersta västra Korea föredrogs med tiden dekorer bemålade i järnoxider. Det resulterade i en järnbrun färg mot en vit engobe vilket ansågs som mycket attraktivt. Buncheong-varor med den typen av dekor producerades från sent 1400-tal till 1500-talets första hälft. Senare började en ännu enklare form av dekor produceras där man endast doppade kärlen i en vit engobe (bunweon-ri), ibland var glasyren så tjock att det kunde uppfattas som porslin. Denna typ producerades under 1500-talets andra hälft och under 1600-talet och var vanligast i de södra delarna. Ytterligare en dekorationsmetod var att pensla på engobe med en grov pensel som gav tydliga spår på kärlens yta (gwiyal buncheong), detta användes dock mest på grova bruksvaror och var vanligt i hela landet.
Så småningom ersattes buncheong-varan av porslin under resten av Joseondynastin. Under Toyotomi Hideyoshis invasioner av Korea under 1590-talet kidnappades många keramiker till Japan och stengodstraditionen i Korea gick därmed förlorad. Vissa hävdar att japansk keramik var väldigt influerad av buncheong-varan.

## Användning
På grund av buncheong-varans enkla uppsyn har man trott att de bara gjordes och användes av vanligt folk. Men under de första århundradet av Joseondynastin producerades en stor del buncheong för offentliga institutioner och även för hovets ritualer. Många kärl har institutioners namn inlagda i sig men de kan också ha ugnarnas namn, ortsnamn eller konstnärsnamn. Kärlen användes för det mesta som husgeråd, som exempelvis till matlagning.

## Koppling till Japan och teceremonin
Hideyoshis invasion av Korea kallas ibland keramikkriget av konsthistoriker på grund av den stora mängd hantverkare som togs till Japan. Dessa hantverkare startade sedan egna keramikindustrier och producerade keramik för daimyo (japansk krigsherre). Väl i Japan spred de koreanska hantverkarna ut sig i landet och deras hantverk var influerat av både koreansk och japansk keramik. Koreanska krukmakare togs förmodligen till Japan på grund av det ökade intresset för teceremoni, chanoyu. Buncheong-varans estetik passade den stil som eftersträvades av den kända temästaren Sen no Rikyu (1522–1591), i Japan har länge begreppet Wabi-sabi funnits, ett begrepp som beskriver det vackra i det ofullständiga eller bristfälliga. Detta utvecklades vidare inom teceremonin där Sen no Rikyu förfinade teceremonins estetik. Buncheong-varan med dess stengods och enkla dekoration passade bra in på de varor som efterfrågades för teceremoni då man ville ha enkla och anspråkslösa kärl. Buncheong med stämplade motiv (inhwa) var mest populära, de kallades mishima i Japan och är vanliga i japanska konstsamlingar än idag.